# Patriotiska koalitionen
Patriotiska koalitionen (kroatiska: Domoljubna koalicija) är en kroatisk valallians bestående av åtta center-högerpartier. Valalliansen grundades den 21 september 2015 inför det då stundande parlamentsvalet den 8 november 2015. Alliansens största parti var vid grundandet det då oppositionella Kroatiska demokratiska unionen. Alliansen ledare är Kroatiska demokratiska unionens partiledare Tomislav Karamarko. 

## Medlemmar
Av valalliansens åtta partier var tre representerade i Kroatiens parlament under mandatperioden 2011–2015. Antalet mandat för de tre parlamentariska partierna tillsammans uppgick till 44 av 151 mandat. 
| Parti | Parti                                     | Partiledare        | Antal mandat i Kroatiens parlament 2011–2015 |
| ----- | ----------------------------------------- | ------------------ | -------------------------------------------- |
|       | Kroatiska demokratiska unionen            | Tomislav Karamarko | 42                                           |
|       | Kroatiska bondepartiet                    | Branko Hrg         | 1                                            |
|       | Kroatiska rättspartiet dr. Ante Starčević | Ivan Tepeš         | 1                                            |
|       | Blocket pensionärer tillsammans           | Milivoj Špika      | 0                                            |
|       | Kroatiska socialliberala partiet          | Darinko Kosor      | 0                                            |
|       | Kroatisk tillväxt                         | Ladislav Ilčić     | 0                                            |
|       | Kroatiska kristdemokratiska partiet       | Goran Dodig        | 0                                            |
|       | Zagorjes demokratiska parti               | Stanko Belina      | 0                                            |